# Józef Dominik
Józef Dominik (ur. 10 marca 1894 w Dobczycach, zm. 10 września 1920 w Krasnem koło Lwowa) – polski szachista.
W 1913 r. wystąpił w swoim pierwszym turnieju szachowym, zorganizowanym przez Krakowski Klub Szachistów (KKSz) z okazji XX-lecia klubu. W turnieju tym zajął III miejsce oraz otrzymał specjalną nagrodę za najpiękniejszą partię. W kolejnych latach wystąpił w Krakowie (1914, II m-ce), Mannheim (1914, Hauptturnier B, II m-ce), Wiedniu (1914/1915, I m-ce przed m.in. Richardem Retim) oraz w Warszawie (1919, V m-ce oraz nagroda za najpiękniejszą partię turnieju). Po odzyskaniu niepodległości, zgodnie ze słowami gen. Kazimierza Sosnkowskiego, był wraz z Dawidem Przepiórką zapraszany przez marszałka Józefa Piłsudskiego do Belwederu na towarzyskie partie.
W 1918 r. chciał podjąć karierę naukową, jak kilka lat wcześniej uczynił to jego brat Walenty Dominik. Rozpoczął studia na Uniwersytecie Jagiellońskim, zmuszony został jednak do ich przerwania z powodu wybuchu wojny polsko-bolszewickiej. W czerwcu 1920 r. wstąpił w szeregi Wojska Polskiego, służył w 20 pułku piechoty Ziemi Krakowskiej. 5 września tego roku został ciężko ranny w walkach pod Krasnem, zmarł w polowym szpitalu pięć dni później.
Od 1993 r. w Dobczycach organizowany jest corocznie międzynarodowy festiwal pamięci Józefa Dominika.